# Marilyn Strathern
Ann Marilyn Strathern DBE (em 6 de março de 1941, Bromley Kent, Reino Unido) é uma antropóloga britânica que trabalhou em grande parte com o povo de Mount Hagen da Papua Nova Guiné e lidou com questões de tecnologias reprodutivas no Reino Unido.  

## Vida
Filha de Eric Evans e Joyce Evans, Marilyn Strathern nasceu em North Wales em 6 de março de 1941. Sua primeira experiência em educação formal foi na Crofton Lane Primary School, seguida de sua participação na Bromley High School. Strathern se destacou academicamente, em parte graças ao apoio e orientação de sua mãe, professora de profissão. Após a escola, ela se matriculou no Girton College para estudar Arqueologia e Antropologia, onde se formou. Obteve seu doutorado em 1968. Ela foi casada com o antropólogo Andrew Strathern, tendo com ele três filhos. 
Foi a primeira antropóloga britânica a ser agraciada com o título de Dame, um equivalente aos títulos de Sir que existem na Antropologia. 

## Carreira
Ocupou vários cargos ao longo de sua carreira, os quais envolveram seu trabalho com o povo da Papua Nova Guiné e sua experiência em antropologia feminista. Sua carreira começou em 1970, quando era pesquisadora da Unidade de Pesquisa da Nova Guiné da Universidade Nacional Australiana, seguida por uma passagem de 1976 a 1983, onde foi professora no Girton College e depois no Trinity College de 1984 a 1985, fazendo ocasionalmente palestras convidadas na Universidade da Califórnia, Berkeley, nos Estados Unidos, Europa e Austrália.  
Ela deixou Cambridge para se tornar professora de Antropologia social na Universidade de Manchester em 1985. Em seguida, retornou a Cambridge pela última vez em 1993 para assumir o cargo de  professora de antropologia social até sua aposentadoria em 2008. Durante esse período, ela também ocupou o cargo de Mistress of Girton College de 1998 a outubro de 2009. Strathern também foi membro do Conselho de Bioética de Nuffield enquanto presidia o Grupo de Trabalho Corpos humanos: doação para medicina e pesquisa, de 2000 a 2006 e 2010 até 2011.  
Marilyn Strathern esteve no Brasil em algumas ocasiões. Em 1998, a convite do Núcleo de Estudos de Gênero da Universidade Estadual de Campinas. Em outubro de 2009, participou na Universidade Federal de Minas Gerais de um ciclo de conferências organizado pelo Instituto de Estudos Avançados Transdisciplinares. Em 2014, esteve em São Paulo para proferir a conferência de abertura do XII Graduação em Campo, evento organizado pelo Laboratório do Núcleo de Antropologia Urbana da Universidade de São Paulo e participar do lançamento da primeira edição da coletânea O efeito etnográfico e outros ensaios.

## O Gênero da Dádiva(1988)
O trabalho mais famoso da antropóloga, lançado em 1988. Considerado um experimento narrativo pela própria autora, o livro lida com um tema clássico da antropologia – a dádiva (ou a troca de bens na forma de presentes) – de um ponto de vista inovador até mesmo para o feminismo da época. Strathern argumenta que, para a antropologia clássica, a dádiva, ainda que central para a compreensão das mais diferentes sociedades, é entendida como auto-evidente e neutra. Ao passo que, na Melanésia, esse conceito é imerso em questões de gênero e, consequentemente, de poder.

Entretanto, mais do que falar sobre a Melanésia, O Gênero da Dádiva acaba sendo também um esforço comparativo para retratar também os papéis e as compreensões de gênero e do conhecimento antropológico no Reino Unido. Estabelecendo que o conceito de gênero tem definições diferentes na Melanésia e no Reino Unido, Strathern se questiona sobre a diferente construção desse conceito nas duas sociedades. Nesse processo, ela questiona também:
“os supostos e a universalidade da aplicação de uma série de construções analíticas: o conceito de sociedade – a concepção antropológica de que as pessoas representam para si mesmas uma sociedade na qual há uma necessária relação hierárquica com o indivíduo; a concepção de cultura como artifício construído sobre uma natureza e a correlata separação entre natureza e cultura.”
Assim, O Gênero da Dádiva é uma crítica ao modo de construção do conhecimento das ciências sociais como um todo, mas, mais especificamente, da antropologia.

## Escritos
Livros publicados em português
- O Efeito Etnográfico e Outros Ensaios. São Paulo: UBU, 2017. ISBN 978-8592886363
- Parentesco, Direito e o Inesperado. Parentes são sempre uma Surpresa. São Paulo: Editora da UNESP, 2015. ISBN 9788539305636
- O Efeito Etnográfico. São Paulo: CosacNaify, 2014. ISBN 9788540504677
- Fora de contexto: as ficções persuasivas da antropologia. São Paulo: Terceiro Nome, 2013. ISBN 978-8578161088
- O Gênero da Dádiva. Problemas com as Mulheres e Problemas com a Sociedade na Melanêsia. Campinas: Editora da Unicamp, 2007. ISBN 9788526807211

Artigos publicados em português
- Revolvendo as Raízes da Antropologia: Algumas Reflexões sobre “Relações”. Revista de Antropologia, v. 59, nº 1, 2016.[7]
- Cortando a Rede. Porto Urbe, nº 8, 2011.[8]
- Sobre o Espaço e a Profundidade. Cadernos de Campo, v. 20, 2011.[9]
- Uma Relação Incômoda: o Caso do Feminismo e da Antropologia. Mediações, v. 14, nº 2, 2009.[10]
- A Antropologia e o Advento da Fertilização In Vitro no Reino Unido: uma história curta. Cadernos Pagu, nº 33, 2009.[11]
- Melhorar a Classificação. A Avaliação no Sistema Universitário Britânico. Novos Estudos, nº 53, 1999.[12]
- Novas Formas Econômicas: um Relato das Terras Altas da Nova Guiné. Mana, v. 4, nº1, 1999.[13]
- Entre uma Melanesianista e uma Feminista. Cadernos Pagu, nº 8/9, 1997[14]
- Necessidade de Pais, Necessidade de Mães. Estudos Feministas, v. 3, nº 2, 1995.[15]

Entrevistas
- Sobre Modos de se Pensar e Fazer Antropologia: Entrevista com Marilyn Strathern. Ponto Urbe, 2015.[3]
- Pontos em Expansão: uma Conversa com Marilyn Strathern. Cadernos de Campo, 2012.[16]
- Porcos e Celulares: uma Conversa com Marilyn Strathern sobre Antropologia e Arte. Proa. 2010.[17]
- No Limite de uma Certa Linguagem. Mana, 1999.[1]